# Herman Beysens
Herman Beysens (Essen, provincia de Amberes, 27 de mayo de 1950) fue un ciclista belga, que fue profesional entre 1971 y 1981. De su carrera deportiva destaca la victoria al Circuito de las Ardenes flamencas - Ichtegem.

## #Palmarés
- 1971
  - 1.º en Seraing-Aix-Seraing
  - Vencedor de una etapa a la Vuelta en Bélgica amateur
- 1972
  - 1.º en Malderen
- 1974
- 1.º en Essen
- 1.º en Arendonk
- 1975
- 1.º en Oostakker
- 1977 
  - 1.º en el Circuito de las Ardenes flamencas - Ichtegem
- 1.º en Sleidinge
- 1.º en Essen
- 1980
- 1.º en Oostduinkerke
- 1.º en el GP Eugeen Roggeman (Stekene)
- 1981 
  - 1.º enl Circuito de Niel

## Resultados en las grandes vueltas
| Carrera         | 1972 | 1973 | 1974 | 1975 | 1976 | 1977 | 1978 | 1979 | 1980 | 1981 |
| --------------- | ---- | ---- | ---- | ---- | ---- | ---- | ---- | ---- | ---- | ---- |
| Giro de Italia  | -    | -    | -    | -    | -    | 65º  | -    | -    | -    | -    |
| Tour de Francia | 23º  | -    | -    | Ab.  | 62.º | -    | 44.º | Ab.  | -    | 79.º |
| Vuelta a España | -    | -    | -    | -    | -    | -    | -    | 15º  | Ab.  | -    |

-: no participa

Ab.: abandono